# Most Akashi Kaikyō
Most Akashi Kaikyō (jap. 明石海峡大橋 Akashi Kaikyō Ō-hashi; dosł. „wielki most nad cieśniną Akashi”) – most wiszący przebiegający od miasta Kōbe na wyspie Honsiu (Honshū), aż do wyspy Awaji znajdującej się na terenie Morza Wewnętrznego. Most ten stanowi część autostrady krajowej numer 28. 
Do 2022 roku był najdłuższym i najdroższym mostem na świecie (pod względem długości środkowego przęsła) kiedy to wyprzedził go turecki Most Çanakkale 1915. Jest także drugą (po wiadukcie Millau) najdłuższą przeprawą drogową na świecie pod względem wysokości.

## Główne informacje
Most ma długość 3911 m, a jego środkowe i zarazem najdłuższe przęsło ma długość 1991 m. Bezwzględna wysokość pylonów mostu to 298,3 m, co stanowi wysokość niemalże dorównującą japońskiej Wieży Tokijskiej i przewyższającą polski Pałac Kultury i Nauki. Stanowi element drogi ekspresowej Kobe-Awaji-Naruto i jest jedną z trzech głównych dróg prowadzących przez Morze Wewnętrzne.

## Historia
Zanim powstał most miejscowa ludność przedostawała się z wyspy Honsiu na wyspę Awaji i z powrotem z pomocą przewoźników, którzy przeprawiali podróżujących drogą wodną poprzez cieśninę Akashi. Jednakże przeprawy bywały trudne i niebezpieczne z powodu częstych sztormów. Pierwszy wypadek miał miejsce w 1945 roku, gdy w cieśninie zatonął statek parowy, powodując śmierć 304 ludzi. W 1955 roku, w wyniku nawałnicy, podczas przeprawy zatonęły dwa promy. Zginęło wówczas m.in. 168 nieletnich pasażerów. Szok w społeczeństwie japońskim i powstałe z tego powodu oburzenie zadecydowały o tym, że rząd Japonii podjął decyzję o budowie mostu. 26 kwietnia 1986 odbyła się uroczysta ceremonia rozpoczęcia budowy mostu, zaś pierwszy robotnicy przybyli 1 maja.
Pierwszy projekt mostu uwzględniał zarówno pasy jezdne dla samochodów, jak również tor dla pociągów, a środkowe przęsło miało mieć 1780 m długości. Kiedy jednak w kwietniu 1986 rozpoczęto prace budowlane, projekt mostu został ograniczony z przyczyn finansowych do 6-pasmowego połączenia przystosowanego wyłącznie dla samochodów. Budowla, której głównym wykonawcą był Honshu-Shikoku Bridge Authority, kosztowała około 5 miliardów dolarów. Wysokie koszty wynikały z konieczności zastosowania zabezpieczeń przed aktywnością sejsmiczną tego rejonu oraz częstotliwością i siłą przechodzących tamtędy tajfunów. Jeszcze w trakcie budowy, w 1995 roku most przeszedł test żywiołu. Wielkie trzęsienie ziemi w Kobe, które nawiedziło ten obszar, spowodowało konieczność wydłużenia mostu o ok. 92 cm. Nie naruszyło jednak konstrukcji wież, które w tym czasie były już wybudowane. Prace nad mostem ukończono niemal dokładnie po 12 latach – 5 kwietnia 1998 odbyło się oficjalne otwarcie. Obecnie most nad cieśniną Akashi jest głównym połączeniem pomiędzy wyspami Honsiu i Sikoku.

## Konstrukcja
Most dzieli się na trzy przęsła oparte na dwóch wieżach zbudowanych w technologii kratownic dwuprzegubowych, które sięgają 298 metrów nad poziom morza. Za redukcję drgań wzbudzanych tak przez fale sejsmiczne, jak i obciążenie wiatrem, odpowiadają zintegrowane hybrydowe układy eliminatorów. Wśród nich wskazać można strojony tłumik masowy, stosowany dotychczas przy budowie obiektów o znacznej wysokości. Zamontowanie takich urządzeń daje efekt w postaci przekształcenia systemu podłoże-obiekt w system podłoże-obiekt-eliminator. Dzięki temu w trakcie wzbudzania z częstotliwością bliską częstotliwości rezonansowej budynku energia drgań jest pobierana przez obiekt z podłoża, a następnie przekazywana do dostrojonego tłumika. Znacząco reguluje to tak przyśpieszenia, jak i przemieszczania wynikające z naporu wiatru lub trzęsienia ziemi. Według obliczeń projektantów struktura mostu powinna wytrzymać wiatr wiejący z prędkością do 286 km/h, silne prądy morskie oraz trzęsienie ziemi do 8,5 w skali Richtera. Ze względu na rozszerzalność cieplną most może rozszerzyć się o 2 metry w ciągu dnia. Przęsło centralne (pośrodku) ma 1991 m długości, a w trakcie budowy jego długość wynosiła 1990 m, ale trzęsienie ziemi w Kobe 17 lutego 1995 nieznacznie poruszyło wieże, co w efekcie spowodowało konieczność wydłużenia środkowego przęsła o 1 metr. Pozostałe dwa przęsła stykające się z lądem mierzą po 960 metrów. Maksymalna prędkość pojazdów na moście zakładana przez projektantów wynosi 100 km/h, jednak na całej długości mostu obowiązuje ograniczenie prędkości do 80 km/h. Przez most przejeżdża ponad 20 000 samochodów dziennie.
Liny nośne zostały uplecione metodą krzyżową z 36 830 cienkich stalowych lin, o grubości 5,24 mm każda. Użyto stopu o granicy plastyczności materiału na poziomie 1800 MPa (nośność 180 kg na 1 mm2). Pojedyncza upleciona lina posiada grubość równą 112,2 cm i jest w stanie wytrzymać obciążenie równe 6 000 000 ton. Łączna długość rozplecionej liny wynosi około 300 000 km. Dwie liny nośne są dodatkowo zabezpieczone przed korozją przez warstwę gumy, a obie liny pilotażowe zostały położone przy użyciu helikopterów.
Pod mostem zostały położone rury zaopatrujące wyspę Awaji w wodę pitną.

### Wpływtrzęsienia ziemi w Kobe
17 stycznia 1995 miało miejsce trzęsienie ziemi, którego epicentrum znajdowało się prawie dokładnie pod mostem. Pomimo iż most nie był w pełni ukończony, nie doznał większego uszczerbku. Pylony pozostały nietknięte dzięki łożyskom systemu TMD. Trzęsienie spowodowało jednak przesunięcie gruntu o około 0,8 metra, co zostało szybko skorygowane przez architektów mostu.

## Atrakcje
Most Akashi Kaikyō został wyposażony m.in. w windę prowadzącą na taras widokowy. Jest ona umiejscowiona przy pierwszym pylonie od strony miasta Kobe. Wznosi się ona na wysokość 47 m ponad poziom jezdni (150 m nad poziom morza).

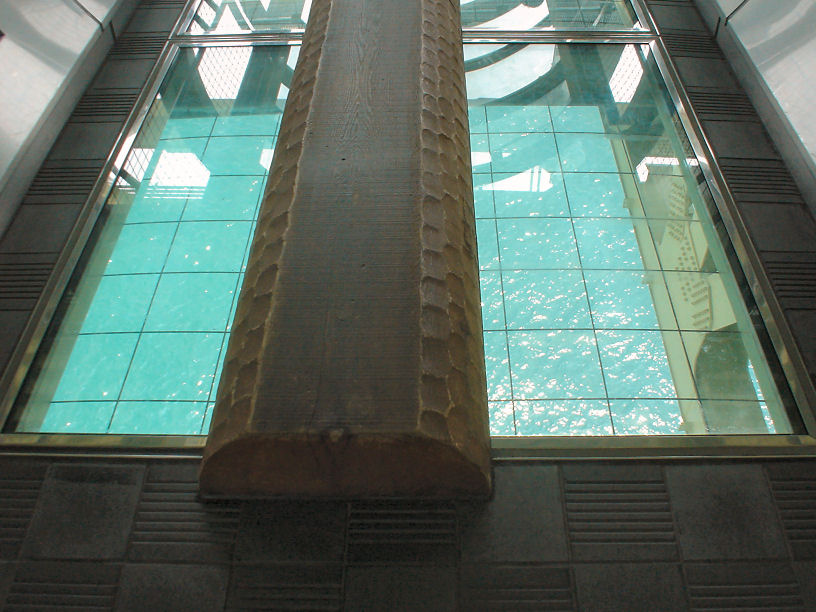
Promenada pod mostem z widokiem na morze

 W pobliżu mostu powstały dwa parki.
W konstrukcji mostu (metalowe rusztowania i kratownice) uwzględniono utworzenie promenady tuż pod jezdnią. Podłoga wzmocniona częściowo stalowymi kratownicami pozwoliła na przeszklenie części promenady.
- w Muzeum Nauki w Kobe, w oddzielnym budynku, powstała specjalna wystawa dotycząca historii mostu. Można tam zobaczyć m.in.:
  - tunel aerodynamiczny z makietą mostu w skali 1:100,
  - oryginał certyfikatu Księgi Rekordów Guinnessa,
  - stereogram mostu w różnych etapach jego budowy.

## Oświetlenie
Do lin zwisających z pylonów zamocowano 1084 pary lamp zdolnych wytwarzać pełną gamę kolorów. Most jest podświetlany od zachodu słońca do północy. Kolor podświetlenia zależy od paru czynników, m.in. okazji lub godziny. Poniżej przykłady schematów oświetlenia:
- kolory tęczy o godzinach 17.00, 20.00 i 22.00. Jest to zmiana chwilowa, która ustępuje regularnym kolorom;
- kolor zielony na jednym skraju mostu, przechodzący do niebieskiego na drugim od zachodu słońca do północy w sobotę i niedzielę, z pominięciem okazji specjalnych;
- w dni powszednie w zależności od pór roku: jasnozielony (wiosna), jasnoniebieski (lato), jasnoróżowy (jesień), jasnożółty (zima)[a]
- szeroka gama specjalnych schematów oświetlenia dla świąt narodowych i lokalnych. Przykładem może być okres kwitnienia wiśni (hanami), kiedy most świeci intensywnie różowym kolorem.

## Galeria

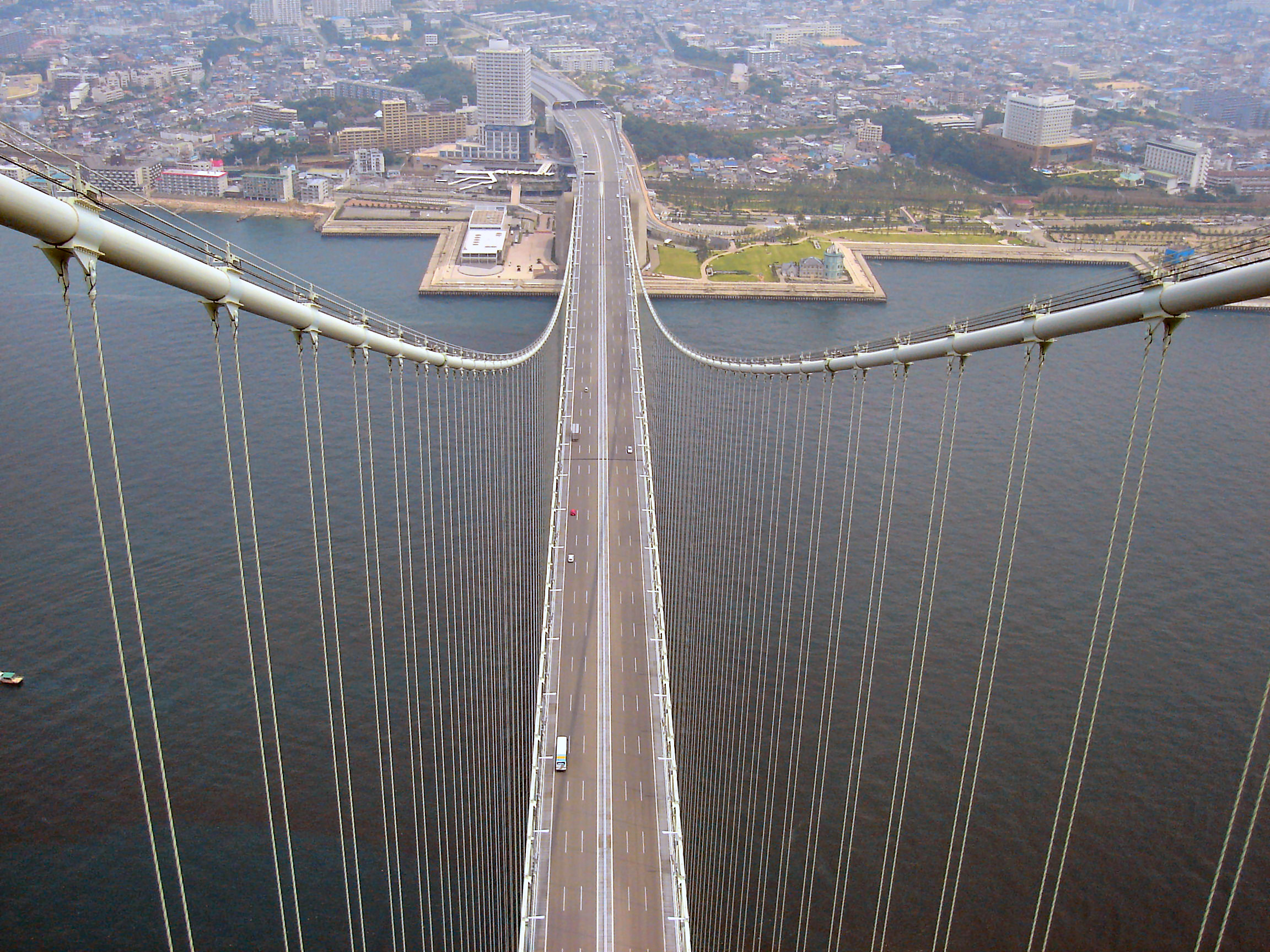
Zdjęcie wykonane ze szczytu pylonu
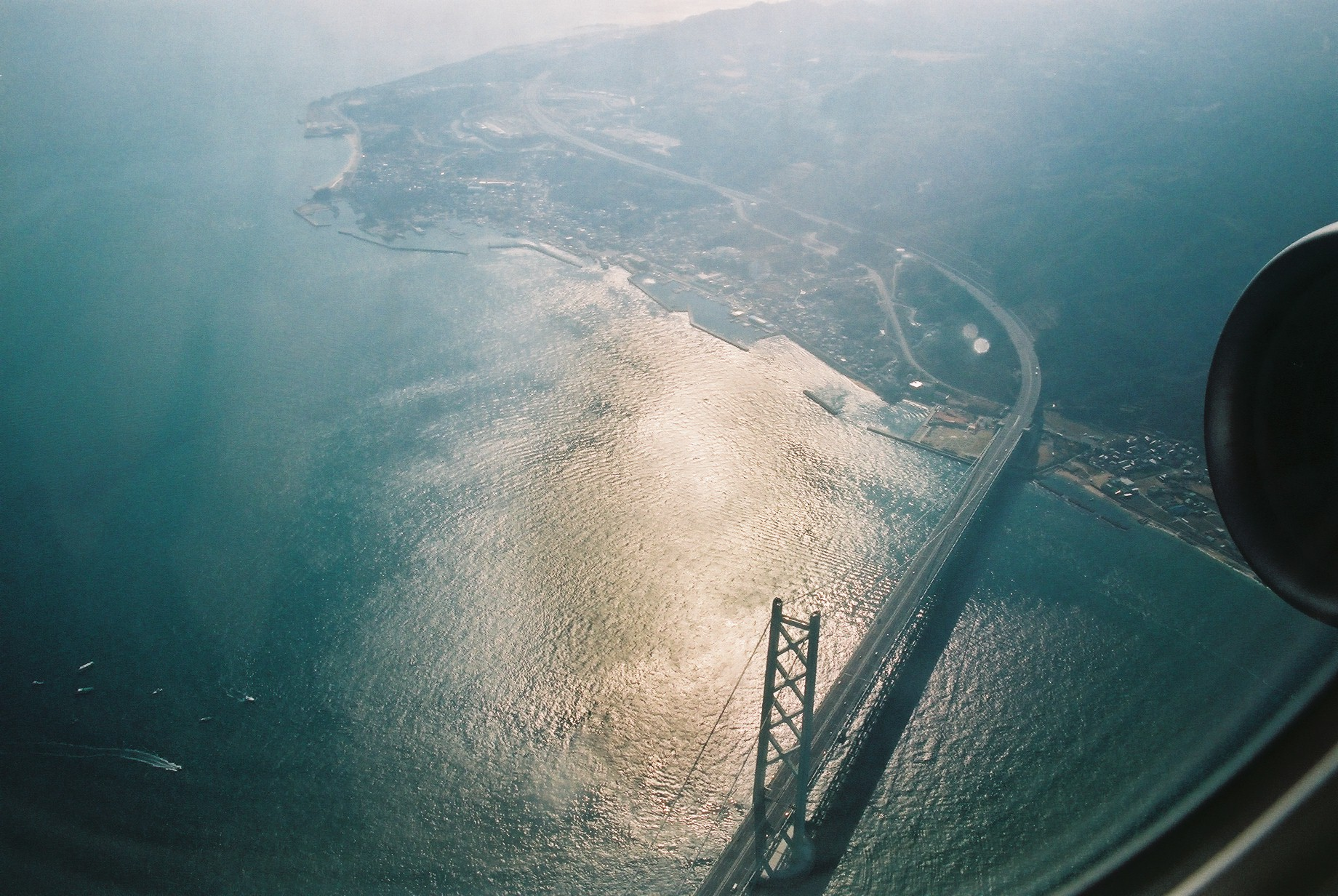
Zdjęcie wykonane z samolotu
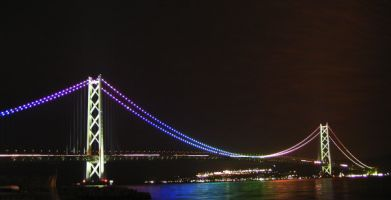
Most nocą
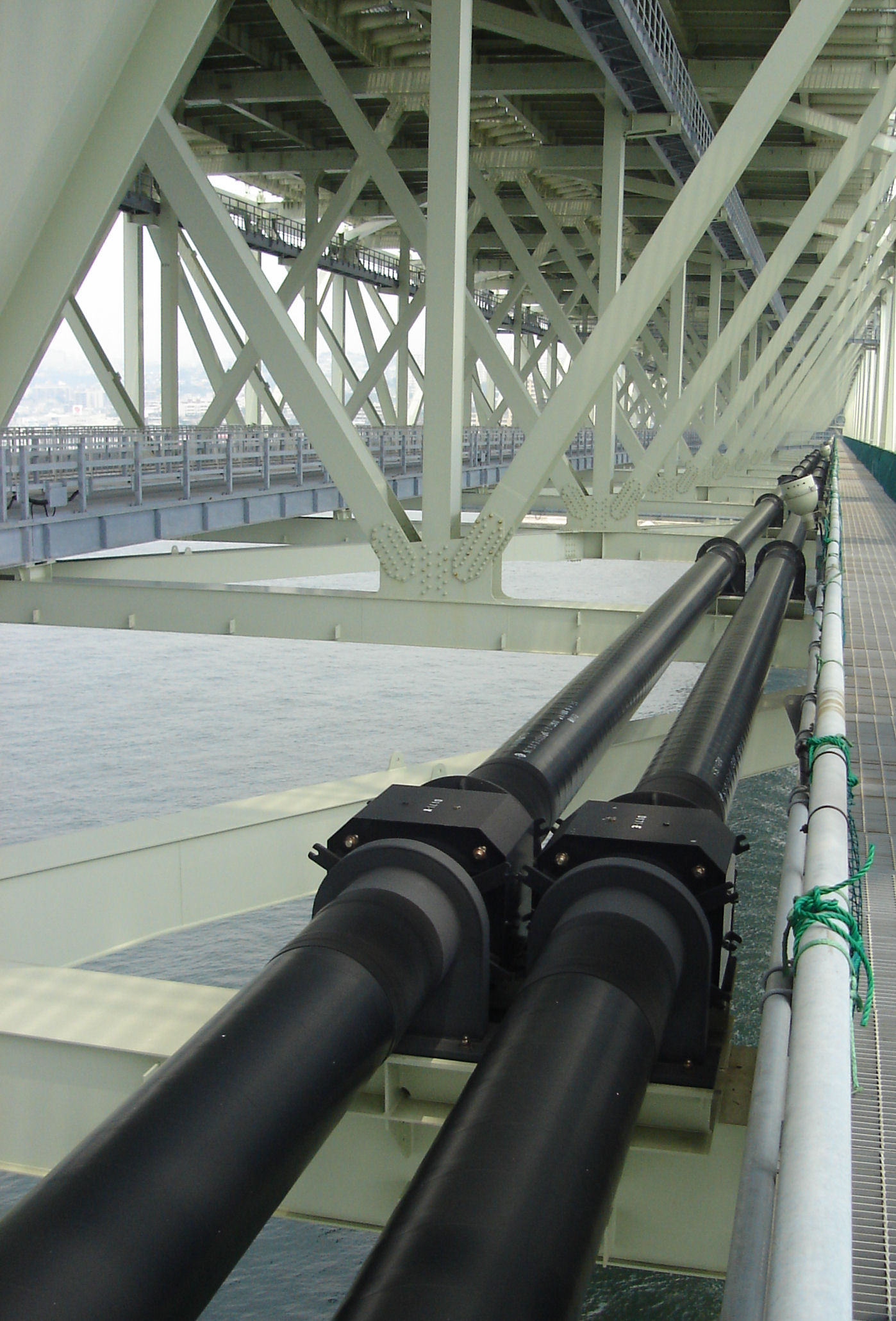
Wodociąg pod mostem
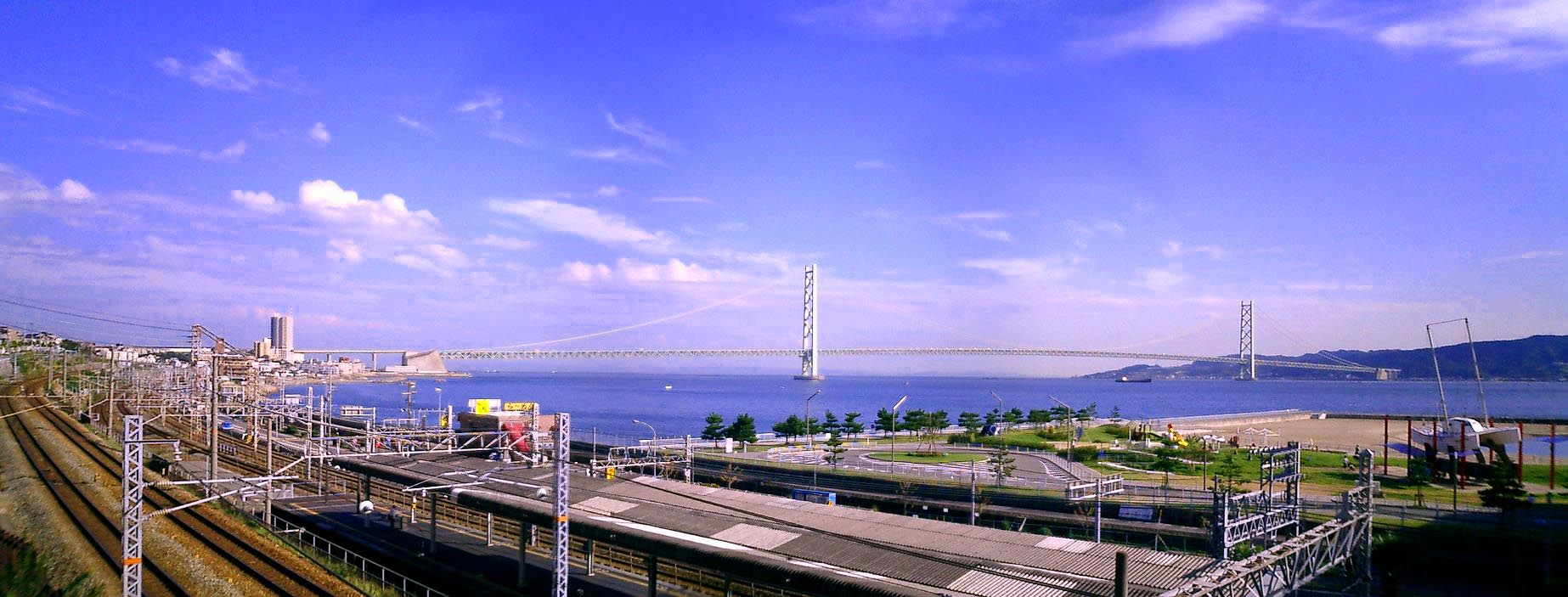
Widok z lądu
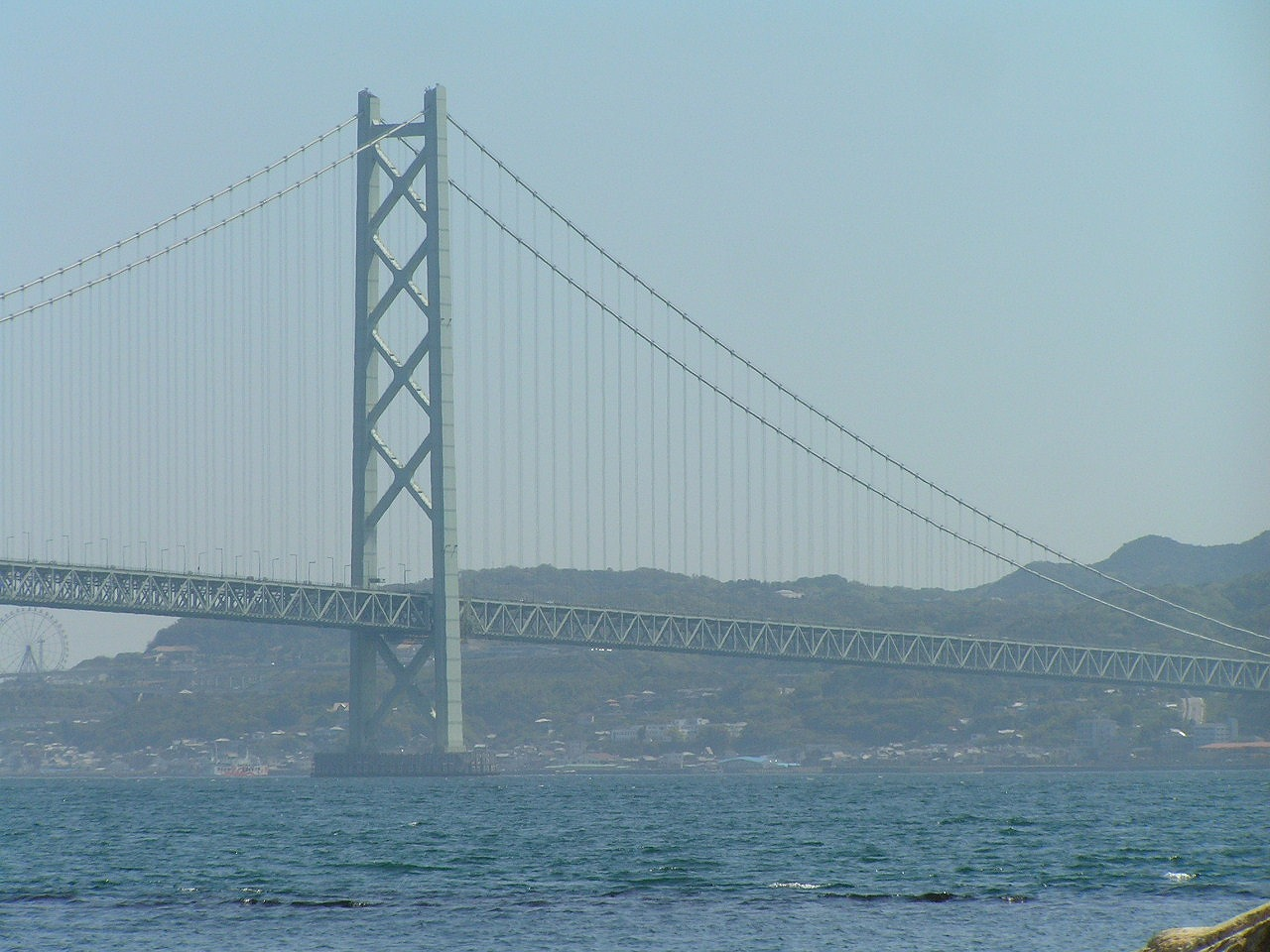
Zdjęcie wykonane z plaży Ōkura, Akashi